# Silver Creek (Misisipi)
Silver Creek es un pueblo del Condado de Lawrence, Misisipi, Estados Unidos. Según el censo de 2000 tenía una población de 209 habitantes y una densidad de población de 76.1 hab/km².

## Demografía
Según el censo de 2000, había 209 personas, 81 hogares y 60 familias residiendo en la localidad. La densidad de población era de 76,1 hab./km². Había 96 viviendas con una densidad media de 35,0 viviendas/km². El 93,30% de los habitantes eran blancos, el 1,91% afroamericanos, el 2,87% asiáticos y el 1,91% pertenecía a dos o más razas.
Según el censo, de los 81 hogares en el 34,6% había menores de 18 años, el 58,0% pertenecía a parejas casadas, el 12,3% tenía a una mujer como cabeza de familia y el 24,7% no eran familias. El 24,7% de los hogares estaba compuesto por un único individuo y el 13,6% pertenecía a alguien mayor de 65 años viviendo solo. El tamaño promedio de los hogares era de 2,58 personas y el de las familias de 2,98.
La población estaba distribuida en un 26,8% de habitantes menores de 18 años, un 5,3% entre 18 y 24 años, un 28,2% de 25 a 44, un 23,4% de 45 a 64 y un 16,3% de 65 años o mayores. La media de edad era 36 años. Por cada 100 mujeres había 90,0 hombres. Por cada 100 mujeres de 18 años o más, había 93,7 hombres.
Los ingresos medios por hogar en la localidad eran de 32.656 dólares ($) y los ingresos medios por familia eran 35.625 $. Los hombres tenían unos ingresos medios de 29.063 $ frente a los 19.375 $ para las mujeres. La renta per cápita para la ciudad era de 12.507 $. El 13,4% de la población y el 6,2% de las familias estaban por debajo del umbral de pobreza. El 8,0% de los menores de 18 años y el 17,1% de los habitantes de 65 años o más vivían por debajo del umbral de pobreza.

## Geografía
Según la Oficina del Censo de los Estados Unidos, la localidad tiene un área total de 2,7 km², todos ellos correspondientes a tierra firme.